# Gogo atratus
Gogo atratus is een straalvinnige vissensoort uit de familie van de christusvissen (Anchariidae). De wetenschappelijke naam van de soort is voor het eerst geldig gepubliceerd in 2008 door Ng, Sparks & Loiselle.